# Фромборк
Фромборк (пољ. Frombork) град је у Пољској у Војводству варминско-мазурском. По подацима из 2012. године број становника у месту је био 2458.

## Становништво
| 2012. |
| ----- |
| 2.458 |

## Партнерски градови
- Kazlų Rūda